# DMV (zuivelcoöperatie)
De Melkindustrie Veghel (DMV), ook wel bekend als “De Meijerij Veghel”, was de naam van een grote Zuid-Nederlandse zuivelcoöperatie waarvan de wortels teruggaan tot 1926. In 1979 fuseerde het met Campina tot DMV Campina.
In 1989 fuseerde DMV Campina met Melkunie Holland tot “Campina Melkunie”, waardoor DMV als naam van de coöperatie is komen te vervallen. DMV International ging door als dochteronderneming en heeft – naast Veghel – onder meer vestigingen in Duitsland en Noord-Amerika, en is tegenwoordig onderdeel van FrieslandCampina. DMV bestaat voort als merknaam van ingrediënten voor de nutritionele- en farmaceutische industrie die bij FrieslandCampina DMV worden gemaakt.

## Geschiedenis
In 1926 besloten zes zuivelproducenten uit de Meierij in Noord-Brabant een coöperatie op te richten in Veghel, genaamd “Coöperatieve Centrale Melkproductenfabriek – De Meijerij” (afgekort als CCM De Meijerij), die zich zou vestigen aan de NCB-laan in de Haven van Veghel.
In de daaropvolgende decennia maakte de coöperatie een bloeiperiode door, waarin het zou uitgroeien tot de vooraanstaande zuivelcoöperatie van de regio. Na een fusie eind 1969 werd de naam veranderd naar “De Zuid-Nederlandse Melkindustrie (DMV)”, beter bekend als “De Melkindustrie Veghel”. In 1979 fuseerde Campina met De Melkindustrie Veghel tot DMV-Campina, met nog altijd haar hoofdzetel in Veghel. In 1992 werd de naam van de productielocatie van DMV-Campina in Veghel veranderd naar “DMV International”.
Toen in 2009 Friesland Foods en Campina fuseerde, werd de naam gewijzigd naar FrieslandCampina DMV. ‘DMV’ is echter nog altijd het merk waar de ingrediënten voor de nutritionele- en farmaceutische industrie, die bij FrieslandCampina DMV worden gemaakt, onder worden verkocht. Het is een dochterbedrijf van de “FrieslandCampina Ingredients Business Group”.
In 2012 ontving FrieslandCampina DMV de TPM Excellence Award voor het realiseren van duurzame verbeteringen in hun productieketen. De prijs werd uitgereikt door het Japanese Institute of Plant Maintenance.